# 윤이끼과
윤이끼과(Entodontaceae)는 털깃털이끼목에 속하는 이끼과의 하나이다. 아기윤이끼, 넓은잎윤이끼, 물가윤이끼, 가지윤이끼, 가는윤이끼, 초록윤이끼 등을 포함하고 있다.

## 하위 속
- 윤이끼속 (Entodon)
- Erythrodontium
- Mesonodon
- Pylaisiobryum